# Malik M'Baye
Malik M'Baye, né le 6 décembre 1921 au Sénégal et mort en 1993, est un athlète français, spécialiste du saut en longueur et du triple saut.

## Biographie
Il remporte quatre titres de champion de France, trois au triple saut de 1951 à 1953, et un au saut en longueur en 1953.
Il améliore à trois reprises le record de France du triple saut, le portant à 14,69 m et 14,87 m en 1951, et à 15,02 m en 1952.

### Palmarès
- Championnats de France d'athlétisme :
  - vainqueur du saut en longueur en 1953.
  - vainqueur du triple saut en 1951, 1952 et 1953.

### Records
| Épreuve          | Performance | Lieu | Date |
| ---------------- | ----------- | ---- | ---- |
| Saut en longueur | 7,12 m      |      | 1950 |
| Triple saut      | 15,02 m     |      | 1952 |